# Candidato político
Se denomina Candidatura  a la persona que se postula a ser elegida para algún cargo público electo en unas elecciones, normalmente incluido en unas listas electorales.

## Etimologíadel término
Cuando los tribunos de la antigua Roma emprendían sus campañas políticas, siempre iban vestidos con una toga blanca (la toga candida), con el fin de causar una buena impresión entre sus electores. La palabra latina candidatus, que significa persona vestida de blanco, llegó a convertirse en sinónimo de toda aquella persona que busca alguna dignidad, honor o cargo.

## Confección de las candidaturas

### Miembros del partido o internas cerradas
El rasgo común es que los candidatos son elegidos por los militantes de los partidos. Muchas reformas electorales han introducido el mecanismo de elecciones internas cerradas como procedimiento de elección. Algunos han elegido este método sin mediar ley alguna. 
Muchos partidos usan este método para elegir a sus candidatos que consiste en que los afiliados eligen al candidato. En algunos casos, los órganos nacionales son los que primero precalifican a los candidatos y luego convocan a las bases del partido convirtiendo usando este mecanismo para la legitimación de los acuerdos entre las élites. 
Aparte del uso anteriormente descrito, pueden servir para resolver conflictos sobre liderazgo dentro de un partido. En algunos partidos puede no haber elecciones internas si es que se presenta un candidato lo que conlleva a acuerdos entre las élites.

### Órganos internos colegiados
Es uno de los mecanismos más usados históricamente en América Latina. Se usa para legitimar decisiones de las élites partidistas, de un líder, o cuando se busca participación de los miembros delegados. La existencia de estos órganos implica que los partidos son autónomos en sus decisiones, aunque también implica una mayor centralización en la toma de decisiones. Estos órganos cuentan con mayores garantías de representación nacional lo que permite la defensa de diferentes territorios. En muchos países, este mecanismo está siendo reemplazo por las elecciones internas cerradas.

### Liderazgo
Este mecanismo funciona cuando el presidente elige al candidato sucesor para su partido. Esto se da ejerciciendo su influencia sobre los órganos colegiados del partido.